# Plata (Moca)
Plata es un barrio ubicado en el municipio de Moca en el estado libre asociado de Puerto Rico. En el Censo de 2010 tenía una población de 2797 habitantes y una densidad poblacional de 227,78 personas por km².

## Geografía
Plata se encuentra ubicado en las coordenadas 18°19′53″N 67°3′15″O / 18.33139, -67.05417. Según la Oficina del Censo de los Estados Unidos, Plata tiene una superficie total de 12.28 km², que corresponden a tierra firme.

## Demografía
Según el censo de 2010, había 2797 personas residiendo en Plata. La densidad de población era de 227,78 hab./km². De los 2797 habitantes, Plata estaba compuesto por el 91.28% blancos, el 3.61% eran afroamericanos, el 0.21% eran amerindios, el 0.07% eran asiáticos, el 3.47% eran de otras razas y el 1.36% pertenecían a dos o más razas. Del total de la población el 100% eran hispanos o latinos de cualquier raza.